# T67/68次列车
T67/68次列车是中国铁路曾运行于湖北省会武汉至广东经济特区深圳之间的特快旅客列车，由郑州铁路局武汉客运段自1984年10月起开行，原运行区间为武昌至广州，是武汉始发的第一对进穗列车。1999年10月10日更换为中国铁路25K型客车，车次改为K57/58次（同时原京郑K57/58次列车降级），2000年10月21日第三次大提速时改为T67/68次。2003年，列车延长至深圳始发及终到，成为武汉三对开往深圳的特快列车之一。2005年，武汉铁路局成立，列车客运任务转由武汉铁路局武汉客运段负责。列车在停运前使用25K型客车，沿京广铁路、广深铁路运行，途经湖北、湖南、广东三省，全程1236千米。其中汉口站至深圳站下行使用车次为T67次；深圳站至汉口站上行使用车次为T68次。列车曾于2004年在全路特快列车中率先加挂19K型豪华高级软卧车厢，车厢内分别设有两人间和四人间，配备有独立卫生间、液晶电视和沙发，是当时中国铁路上设施最完备、档次最高的火车车厢。列车曾先后获得铁道部授予的“红旗列车”及武汉市授予的“文明示范列车”等称号，并有“特区之星”美誉。2009年，随着武广客运专线的投入运营，武汉至广州间开行大量高速动车组列车，T67/68次列车及T175/176次列车两趟武深特快于2010年6月20日正式停运，原车次得以留空。目前，來往深圳至汉口的特快（T67/68次）列车已經由另一对（T95/96次）特快列车接手运行。。